# Dubrave (Jajce, BiH)
Dubrave  su naseljeno mjesto u općini Jajce, Federacija Bosne i Hercegovine, BiH.
Smještene su jugoistočno od Jajca, u dolini Rike, pritoke Vrbasa.

## Stanovništvo

### 1991.
Nacionalni sastav stanovništva 1991. godine, bio je sljedeći:
ukupno:
ukupno: 84
- Srbi - 84

### 2013.
Nacionalni sastav stanovništva 2013. godine, bio je sljedeći:
ukupno: 2
- Hrvati - 1
- ostali, neopredijeljeni i nepoznato - 1

## Vanjske poveznice
- Satelitska snimka  Arhivirana inačica izvorne stranice od 17. veljače 2021. (Wayback Machine)